# 蒉延芳
蒉延芳（1883年—1957年），近代民族资本家、民主爱国人士。浙江省镇海县（宁波）人。

## 生平简介
1897年，即跟随家人赴山东胶州创业。开始在新顺北号做学徒。清朝光绪二十九年（1903年），离开山东赴上海，入德商上海亨宝轮船公司，担任职员。后出任直隶井陉矿务局的经理和北票煤矿驻上海的经理。
宣统二年（1910年），出任上海中华捷运公司（时中国最大的航运企业）的总稽核。民国九年（1920年），赴西欧考察运输行业，后出任中华捷运公司总经理。民国十四年（1926年），蒉延芳创办信平保险公司。民国十七年（1928年），蒉延芳创办源大行，经营水产业，并开设有八家渔业商行，集中在今上海十六铺码头附近。民国十八年（1929年），蒉延芳出任浙江兴业银行的董事，并兼任浙江兴业银行地产部的经理。蒉延芳曾先后担任上海市房地产同业公会的主任委员，上海市政府土地估价委员会主席等职务。民国二十二年（1933年），出任上海新裕纺织厂的经理。
民国二十六年（1937年），日本侵华战争爆发，蒉延芳遂出任上海难民救济协会总务组长。蒉延芳曾先后担任四明公所的董事，四明医院董事长，济民医院董事长，宁波旅沪同乡会副理事长等社会公职。民国三十五年（1946年），出任扬子江拖驳公司的总经理。1946年，出任新纱厂总经理，同时担任有云飞汽车公司的董事长，四明电话公司的董事长，并兼任宁穿长途汽车公司的董事长等职务。
1946年6月，曾作为当时上海工商界代表赴南京向国民政府请愿。1949年后，蒉延芳出任工商界劳军分会的副主任委员。后担任上海市工商业联合会筹备会的常务委员，并主持接管上海市商会和工业会的工作。中华人民共和国成立后，蒉延芳出任华东军政委员会委员，并兼任华东生产救灾委员会的主任委员。1951年，蒉延芳出任上海市工商业联合会第一届监察委员。1954年，蒉延芳担任公私合营上海轮船公司筹备委员会的主任委员。1955年，蒉延芳出任上海市交通运输局局长。1956年4月，蒉延芳出任第二届上海市工商业联合会副主任委员。
蒉延芳并担任有中国民主建国会上海市分会常务委员，中国民主建国会上海市委常务委员，中华全国工商业联合会执行委员，中国民主建国会中央委员，第一届全国政协委员，第一届全国人民代表大会代表等职务。

## 遗迹
今浙江省宁波市鄞州区延芳桥。

## 延伸阅读
[在维基数据编辑]
 《海上名人傳·蕢延芳》，出自《海上名人傳》